# محمد بن مصطفى البكري
كمال الدين أبو الفتوح الصديقي الحنفي الغزي المعروف بالبكري، هو أديب وشاعر ونحوي وفقيه. ولد في بيت المقدس وتوفي في غزّة.

## مؤلفاته
قرأ القرآن وختمه وهو ابن تسع سنين. وأخذ عن والده مصطفى بن كمال الدين البكري الطريقة الخلوتية. له مصنّفات في العلوم الشرعية واللغوية والتصوّف والتراجم ووالمديح النبوي. أما أهم مصنفاته:
- الجوهر الفريد في التوحيد: شرح فيه منظومة والده.
- كشف اللثام في شرح صلوات الشيشية لعبد السلام.
- الروض الرائض في علم الفرائض، أعاد نظمه وسمّاه "الدرة البكرية في نظم الفرائد البكرية"، ثم شرحه وسماه "كشف الغوامض في شرح منظومة الفرائض".
- الكلمات البكرية في حل معاني الأجرومية: في النحو.
- العقود البكرية في حل القصيدة الهمزية.
- منح الإله في مدح رسول الله.
- المنح الإلهية في مدح خير البرية: وهو شرح البديعية.
- النفحات العواطر على الكلمات الخواطر: في التصوف.
- الود المقدسي والوارد الأنسي: في ترجمة العارف عبد الغني النابلسي.
- اتحاف الصديق بترجمة آل الصديق.
- كشف الظنون في أسماء الشروح والمتون.
- تشنيف السمع في تفضيل البصر على السمع.
- القول الواضح البينات في عدم معرفة الذات.
- نبراس الأفكار من مختلف الأشعار: ديوان شعر